# Pfafflar
Pfafflar est une commune autrichienne du district de Reutte dans le Tyrol.